# Forstwirtschaftsministerium der Republik Litauen

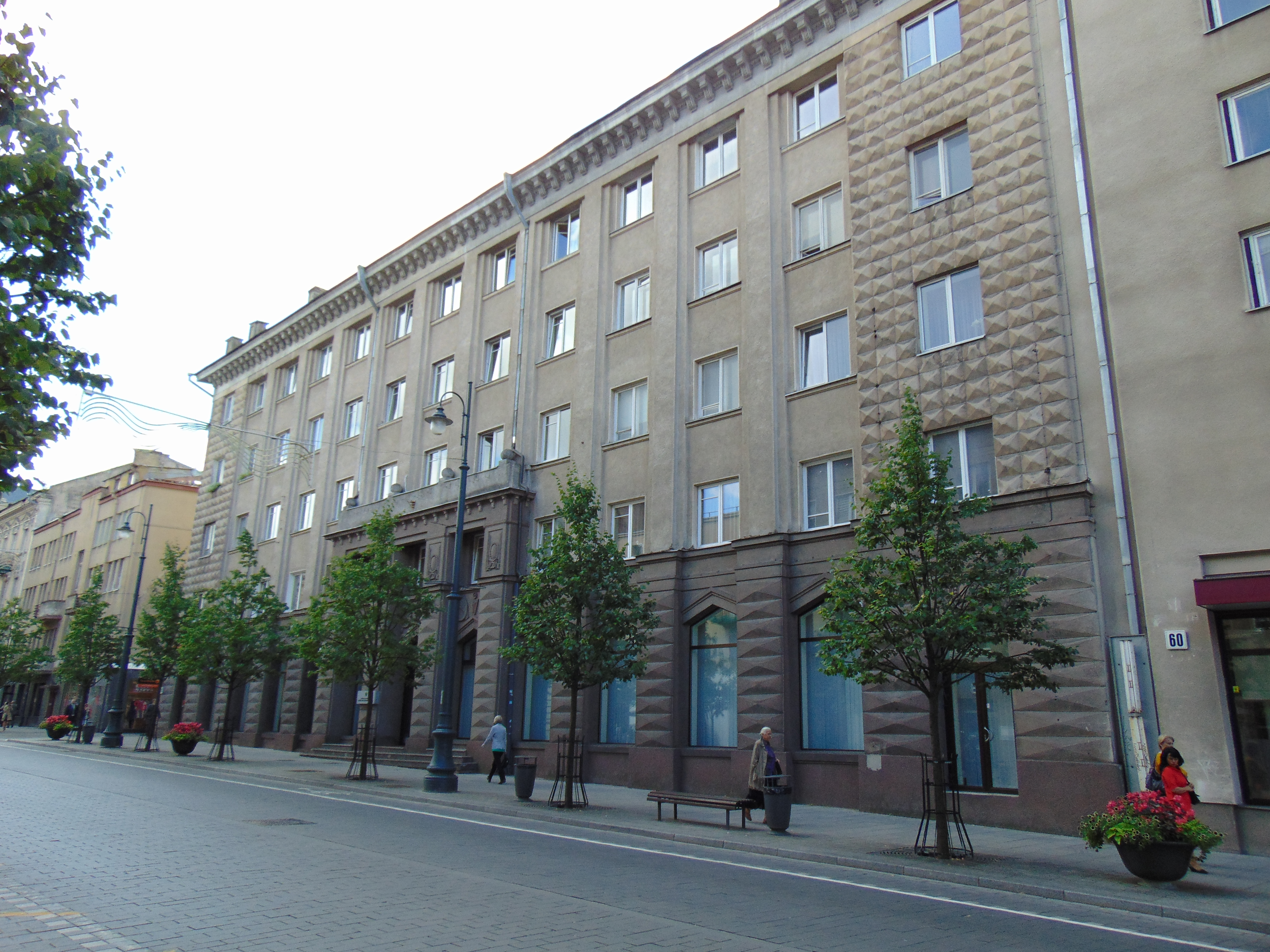
Das Gebäude des Ministeriums

Das Forstwirtschaftsministerium der Republik Litauen (litauisch Lietuvos Respublikos miškų ūkio ministerija) war ein Ministerium der Regierung Litauens. Als Forstministerium war es für die Forstwirtschaft und Forstpolitik in Litauen (2 Mio. Hektar Wälder) zuständig.

## Geschichte
Bis 1990 gab es das Forstindustrieministerium der Litauischen Sozialistischen Sowjetrepublik (litauisch Lietuvos TSR miškų ūkio ir miško pramonės ministerija). Es unterstand dem sowjetischen Ministerrat und dem sowjetischen staatlichen Komitee  für Waldwirtschaft. Dezember 1996 fusionierte das Forstwirtschaftsministerium mit dem Landwirtschaftsministerium und wurde zum Land- und Forstwirtschaftsministerium Litauens (litauisch Lietuvos Respublikos žemės ir miškų ūkio ministerija). Am 6. Mai 1998 wurde es zum Landwirtschaftsministerium Litauens.
Es hatte seinen Sitz in der litauischen Hauptstadt Vilnius.

## Minister
- 1947–1953, 1957–1978: Algirdas Matulionis (1911–1980)
- 1978–1988, 1988–1990: Vytautas Lukaševičius (1932–1994)
- 1990–1992: Vaidotas Antanaitis (1928–2018)
- 1992–1993: Jonas Rimantas Klimas (* 1939)
- 1994: Gintautas Kovalčikas (* 1947)
- 1994–1996: Albertas Vasiliauskas (1935–2024)

## Vizeminister
- 1958–1984: Vincentas Verbyla (1918–2017)
- 1988–1990: Rimantas Šalkauskas (* 1947)
- 1990–1992: Jurgis Gečys (* 1927)
- 1990–1994: Gintautas Kovalčikas (* 1947)
- 1992: Petras Bužinskas
- 1992–1993: Jonas Tauginas (1946–1999)
- 1996 bis 1998: Algirdas Antanas Brukas (* 1936)

## Unterstehende Organisationen
- Generalforstamt am Forstwirtschaftsministerium (lit. Generalinė miškų urėdija prie Miškų ūkio ministerijos)
  - Forstämter (Oberförstereien, litauisch Miškų urėdija)
    - Förstereien (litauisch Girininkija)